# 上海民航职业技术学院
上海民航职业技术学院，原上海民航技工学校，是一所直属于中华人民共和国交通运输部中国民用航空局的全日制专科普通高等职业学校，位于上海市，培养航空维修、民航安全、飞机制造、空中乘务领域学生。

## 历史沿革
- 1980年，成立上海民航技工学校。

- 2012年5月，改建为上海民航职业技术学院，转为开展专科教育。